# Villar-d’Arêne
Villar-d’Arêne (okzitanisch Vilars d'Arena) ist eine französische Gemeinde im Département Hautes-Alpes in der Region Provence-Alpes-Côte d’Azur. Sie gehört zum Arrondissement Briançon und zum Kanton Briançon-1.

## Geographie
Die Gemeinde liegt in den französischen Dauphiné-Alpen und grenzt im Nordosten und Osten an Le Monêtier-les-Bains, im Süden an Vallouise-Pelvoux, im Südwesten an Saint-Christophe-en-Oisans und im Nordwesten an La Grave.

## Bevölkerungsentwicklung
| Jahr      | 1962 | 1968 | 1975 | 1982 | 1990 | 1999 | 2008 | 2012 |
| --------- | ---- | ---- | ---- | ---- | ---- | ---- | ---- | ---- |
| Einwohner | 174  | 160  | 155  | 184  | 178  | 219  | 284  | 310  |

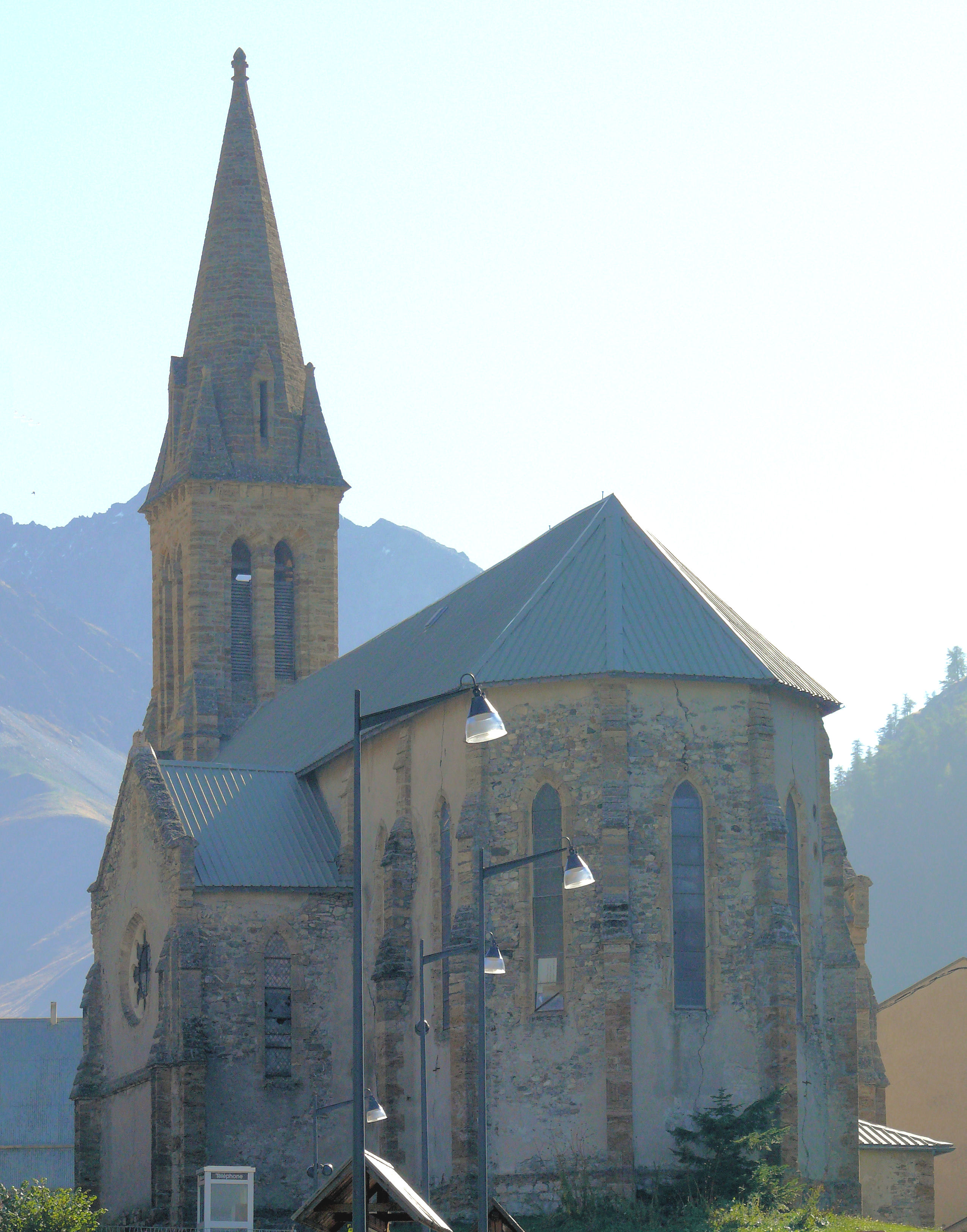
Kirche Saint-Martin
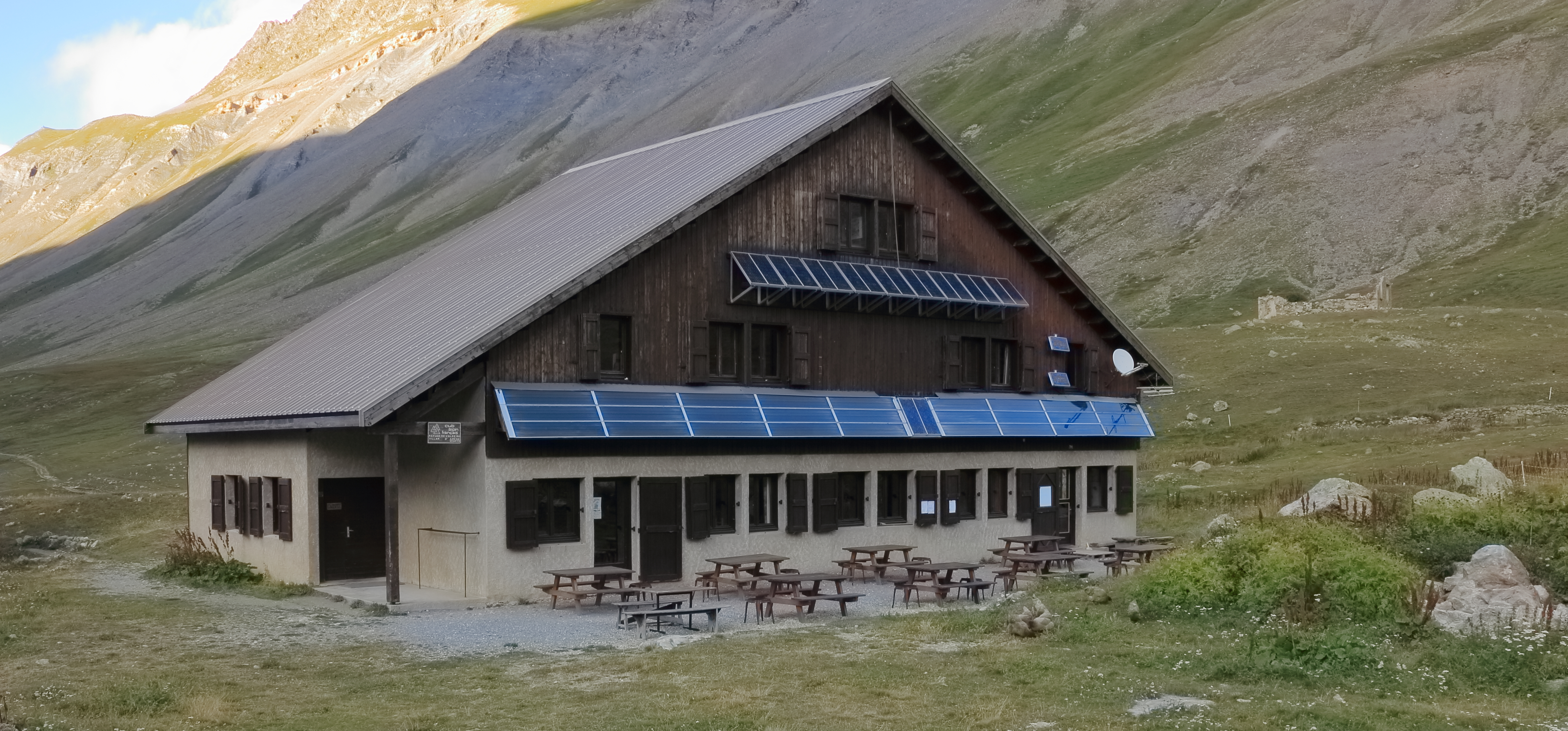
Schutzhütte auf 2078 m. ü. M.